# Mike Terranova
Mike Sergio Terranova (Bochum, 17 novembre 1976) è un allenatore di calcio ed ex calciatore tedesco con cittadinanza italiana, di ruolo attaccante, responsabile del settore giovanile del Rot-Weiß Oberhausen.

## Carriera

### Giocatore
Ha giocato 102 partite nella seconda divisione tedesca.

### Allenatore
Ha allenato il RW Oberhausen.